# Хиландар
Хиланда́р (серб. Хиландар, греч. Χιλανδαρίου) — один из афонских монастырей, занимающий в святогорской иерархии 4-е место. Как и все афонские обители, состоит в юрисдикции Константинопольского патриарха, но исторически связан с Сербской, а также Болгарской церквями. Находится на северо-восточной стороне Афонского полуострова.

## История
Монастырь основан в 1198 году сербским архиепископом Святым Саввой и его отцом, сербским князем Стефаном Неманей. Первоначально они приняли постриг в соседнем монастыре Ватопед. Достопримечательностью монастыря является виноградная лоза, растущая из гроба святого Симеона по южной стороне храма Введения Пресвятой Богородицы. Симеонова лоза, по преданию, исцеляет от бесплодия. В XVII веке власти Османской империи переподчинили монастырь Вселенскому патриарху. В 1722 году монастырь сильно пострадал от пожара.
В конце XVIII века Хиландар стал уже преимущественно болгарским. Новый расцвет Хиландара произошёл после 1896 года, когда обитель посетил сербский король Александр Обренович. Он оказал монастырю большую материальную помощь, а также прислал в Хиландар много сербских монахов. В результате сербов в обители снова стало преобладающее число, и опять они стали во главе монастыря.
В 2004 году монастырь сильно пострадал от пожара, уничтожившего почти половину строений обители (за исключением библиотеки, ризницы и четырёх из восьми часовен), в связи с чем в монастыре проводятся восстановительные работы, которые финансируются правительством Сербии.
В настоящее время в монастыре проживает около 60 сербских монахов.
Библиотека монастыря содержит 181 греческих, 809 славянских рукописей и более 20 000 печатных книг (из них 3000 греческих).

## Строения
Мощные каменные стены монастыря и его две башни придают Хиландару вид настоящей крепости. Соборный храм Хиландарского монастыря посвящён Введению во храм Пресвятой Богородицы и был построен в начале XIV века. Игуменские и братские кельи, архондарик, трапезная, ризница, библиотека, восемь часовен (параклисы), среди которых особое место занимает Водосвятная часовня в виде купола с восемью колоннами над большой чашей для святой воды, построенная в 1784 году в центральной части подворья, напротив главного храма, украшенная росписью в 1847-м.

## Святыни
- Икона Божией Матери «Троеручица»;
- Акафистная икона Божией Матери;
- Икона Божией Матери «Млекопитательница»;
- икона Богородицы «Вразумившая экклисиарха»;
- икона Богородицы «Попская»;
- жезл Саввы Освященного;
- частицы реликвий Страстей Христовых: Животворящего Креста, тернового венца, крови Господней, трости и пелен Христовых;
- мощи святых Евтихия патриарха Цареградского, преподобного Симеона Столпника, Григория Богослова, святой Марины, патриарха Никифора, св. Пантелеимона, пророка Исаии, Иоанна Предтечи и других.

## Настоятели
- Моисей (Жаркович), архимандрит (5 декабря 1992 — 21 марта 2010)
- Мефодий (Маркович), архимандрит (с 2010)